# Modèle (art)
Pour les articles homonymes, voir modèle (homonymie).
En art, un modèle est une personne qui se laisse observer par un ou plusieurs artistes ou étudiants en vue de la réalisation d'un ouvrage ayant pour sujet tout ou partie du corps humain. Les écoles de beaux-arts ou d'arts plastiques emploient souvent des modèles dans le cadre de l'enseignement. Les disciplines artistiques qui font le plus couramment appel à des modèles sont le dessin, la peinture, la photographie et la sculpture.
Le modèle peut être appelé « modèle vivant » par opposition au modèle inanimé, souvent un dessin, une peinture ou sculpture, « modèle nu » pour indiquer qu'il ne s'agit pas de pose en costume, « modèle d'art » pour affirmer l'appartenance à ce domaine.

## Caractéristiques
Un modèle pose en vue d'un enseignement ou d'un projet artistique dont l'objet n'est pas la réalisation d'un portrait— on dit bien qu'une personne « pose pour son portrait », mais pas qu'elle en est le modèle. Les modèles, professionnels, occasionnels ou amateurs, peuvent poser habillés, costumés ou nus, pour leur visage, leur corps ou des parties de leur corps comme les mains, les jambes ou les pieds.
Quels que soient son sexe, sa morphologie, son âge et sa plastique, le modèle est considéré pour ce qu'il est et pour ce qu'il propose, et sa qualité de présence est essentielle. Il lui faut accepter le regard attentif, voire scrutateur, d'une ou plusieurs personnes, ce qui est peu admis dans des circonstances ordinaires, et moins encore lorsque l'on est dévêtu.
Pour les poses longues, le modèle doit être capable de rester immobile et de retrouver la pose après un temps de récupération. Pour les poses courtes qui se multiplient au cours d'une séance, il doit faire preuve de créativité et comprendre les attentes et besoins de l'artiste qui la représente et, le cas échéant, du professeur et de ses élèves.

### Poses
La pose d'un modèle est la posture statique qu'il tient pendant que l'artiste la représente ; par métonymie, on appelle aussi « pose » l'attitude de la figure représentée sur le dessin, le tableau, la sculpture ou la photographie. La pose est, à proprement parler, immobile ; cependant, quand on demande à un modèle expérimenté de bouger, on parle de « pose en mouvement ».
Lecoq proposa à ses élèves avancés des séances où le modèle nu effectuerait, dans la lumière naturelle d'un extérieur, des mouvements utiles, afin que les élèves puissent observer, puis rendre de mémoire, la dynamique de l'attitude et le jeu de la musculature, de façon que leurs notions d'anatomie artistique se complètent par l'observation du vivant.
Lorsque la pose doit s'insérer dans une composition, ou quand elle fait partie d'un enseignement académique, l'artiste ou le professeur décide de la pose ; c'était autrefois la norme. Sinon, le modèle la choisit selon son style et sa conception du métier, en tenant compte du temps imparti. Une pose peut être difficile à tenir plus de quelques minutes. Le temps de pose peut atteindre plusieurs heures par périodes séparées par des repos. Les poses plus courtes, allant de quelques dizaines de secondes à quelques minutes, servent pour des croquis.

## Approches pratiques

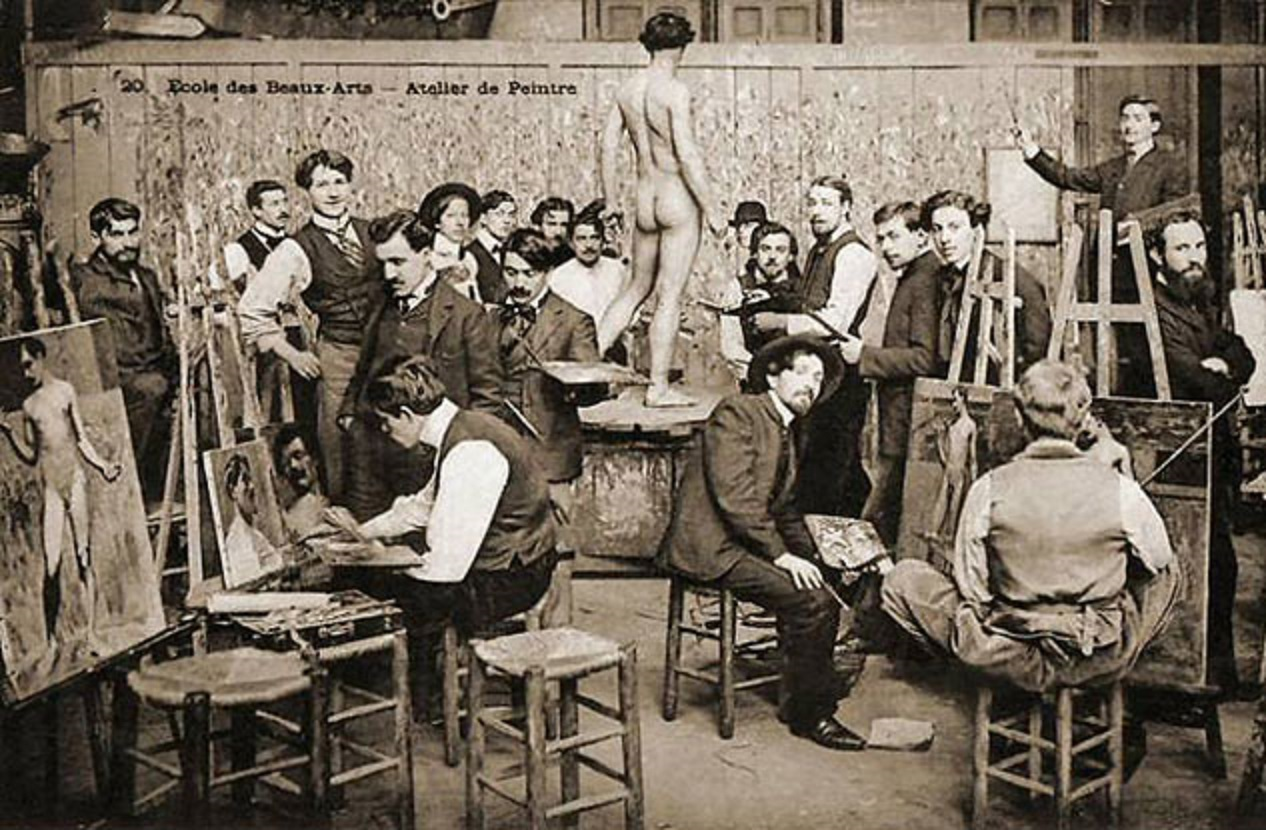
Séance de pose aux beaux-arts (fin XIXe siècle)

### Enseignement
La nudité et l'immobilité — dans la mesure du possible — du modèle permettent une étude de la morphologie, des proportions, des volumes, des ombres, des lignes et de la gestuelle du corps humain. Le sujet et la variété infinie des morphologies et des poses possibles font de l'étude du modèle et de la représentation du corps un exercice de base dans toutes les disciplines graphiques et plastiques. Dans le dessin, par exemple, le croquis de nu est l'une des pratiques de l'apprentissage du dessin d'observation.

### Création
Dans l'art figuratif, le recours à un modèle vivant permet à l'artiste de s'assurer de la conformité de ce qu'il représente à une possibilité humaine ; le modèle contribue à renouveler son imagination pour lui éviter de reproduire sans cesse la même manière et s'éloigner de la nature. « On ne peut pas se contenter du dessin d'imagination. Il faut […] se confronter au vivant. » Selon André Lhote, écrivant en 1950, « pour les maîtres, le modèle pose un problème d'ordre plastique dont il est émouvant de chercher différentes solutions ».
Au XIXe siècle, des jeunes femmes comme Madame Cavé ou Victorine Meurant gagnent leur vie en posant, faute de vivre de leur production artistique. Dans la position de modèle, elles observent dans l'atelier les méthodes et le style des peintres, apprennent de manière informelle certains aspects du métier, participent au milieu artistique. Suzanne Valadon, devenue célèbre pour son propre compte, confiera à un critique d'art quelques souvenirs de modèle : « chez Puvis de Chavannes […] j'ai posé non seulement les femmes, mais les jeunes gars. Je suis cet ephèbe qu'on voit ici […] il a mes bras et mes jambes. Puvis me demandait de lui donner une attitude, un mouvement, un geste. Il transposait et il idéalisait ».

### Métier
Comme occupation professionnelle, le modèle d'art est, depuis qu'on en a des traces, à la limite de l'emploi formel et informel. Des écoles emploient des modèles, rémunérés à l'année. Une collecte parmi les étudiants, le « cornet » de papier où l'on glisse une pièce ou un billet, complète le faible salaire et témoigne de la popularité du modèle. Les artistes reconnaissent les modèles permanents, sans qu'ils soient nommés, dans les travaux de leurs collègues ; il recherchent une plus grande variété de corps à dessiner, ce qui ouvre la possibilité d'emploi de modèles occasionnels, dont la rémunération est décidée entièrement de gré à gré. N'exigeant aucun capital initial ni aucune formation, la position de modèle est ouverte à toute personne qui accepte d'en affronter les difficultés. Dans certains cas, le « cornet » devient le seul salaire. Au XXIe siècle, cette situation précaire, qui a été aussi celle des serveurs de cafés et restaurant, n'est plus officiellement admise en France. La rémunération non-déclarée persiste toutefois beaucoup chez les particuliers qui n'ont aucun moyen légal de rémunérer un modèle. En France, les écoles établissent un contrat pour rémunérer le modèle en salaire, à la vacation. Les associations peuvent avoir recours au chèque emploi associatif. Certains modèles et employeurs utilisent le statut de micro-entrepreneur, souvent par méconnaissance du droit français qui l'interdit aux modèles travaillant pour des écoles, avec lesquelles ils entretiennent un lien de subordination, comme aux mannequins qui dépendent d'une agence.

## Le modèle dans la littérature
« Les possibilités narratives nées d’une intrigue entre peintre et modèle sont beaucoup plus nombreuses et faciles à exposer et développer qu’un discours sur la création ». La relation entre l'artiste et son modèle, vécue, au XIXe siècle au moins, comme intime et trouble, a suscité de nombreuses pages de fiction, de théâtre et d'opéra comme dans Trilby de George du Maurier. Ces productions donnent peu de renseignements sur l'acte de poser pour un artiste ou un atelier d'étudiants. Les études savantes se basent le plus souvent sur le point de vue des artistes ou de leurs spectateurs, critiques et théoriciens.
Émile de La Bédollière trace en 1840 le portrait du modèle, poseur ou poseuse, profession décriée, dit-il, mais « partie intégrante de la matière première mise en œuvre par le peintre ou le sculpteur », qui mérite le respect. Cependant, la description qu'il en fait manque singulièrement de sympathie : le modèle, mal payé à trois francs par jour, fait tout pour réduire sa tâche. Il est des modèles célèbres dans les ateliers, quoiqu'ignorés du public, comme Dubosc ; mais les « poseuses » n'avouent jamais leur profession, malgré l'histoire d'un modèle féminin idéalisé qu'a publiée Jules Janin. Champfleury fait en 1846 du modèle Cadamour, qui selon La Bédollière était bien connu dans les ateliers en son temps, un de ses Excentriques ; les aventures du personnage picaresque en disent peu sur la réalité de son métier. Cadamour, mort avant 1852devint plus ou moins légendaire,. Edmond Texier reconnaît les qualités d'endurance des modèles, pour affirmer qu'un modèle « peut, s'il a de l'ordre, amasser une petite fortune », mais selon lui, un modèle qui a du succès n'abandonne pas pour autant le modelat. Les femmes sont un peu mieux rémunérées, vingt sous de l'heure contre quinze pour les hommes ; mais la femme n'a que dix ans d'exercice dans les ateliers, alors que les hommes peuvent en avoir cinquante. Parmi les anciens, le père Koth, le père Girard, Dubosc.
Les frères Goncourt ont voulu décrire, dans Manette Salomon, l'apprentissage et la pratique artistique du temps de la Monarchie de Juillet. Le personnage qui donne son titre à ce roman qui passe pour la première représentation réaliste de la vie d'artiste au XIXe siècle est une femme qui pose pour les artistes. Les descriptions des méthodes et habitudes des ateliers s'accumulent, ainsi que les jugements de valeur, notamment l'antisémitisme mondain de la fin du siècle. On y constate la prédominance du modèle masculin : « trois semaines de modèle d'homme, une semaine de modèle de femme », avec les noms et particularités des plus célèbres ; tous engagés pour des poses d'une semaine en séances de cinq heures.
Amaury-Duval « tente de donner une idée de ce genre de métier aux gens du monde ». Vers 1825, le modèle pose cinq heures, toujours le matin, avec, comme aujourd'hui, un quart d'heure de repos à chaque heure. « Quatre francs pour les femmes, trois pour les hommes » ; le métier est « très dur et difficile. On ne sait pas la valeur d'un modèle qui comprend le mouvement que vous désirez, et qui sait le rendre ». Amaury-Duval cite néanmoins un homme, doté d'une belle barbe, qui se fait modèle à cause de la misère. À propos des femmes, il affirme que le « culte épuré du beau » protégeait alors la chasteté des poseuses, comme les appelait le beau monde ; mais que les temps ont changé. Il ne commentera pas plus leur travail.
Gustave Crauk, rédigeant une biographie du modèle professionnel Dubosc (1797-1877), discourt principalement des artistes du passé, et ne donne pratiquement aucune information sur le métier de modèle, en dehors du fait que Dubosc commença à poser à l'âge de sept ans, jusqu'à arriver (pp. 120-123) à ceux qu'il a lui-même connu aux Beaux-Arts vers 1845. « Cette phalange pittoresque des modèles avait son genre de célébrité. Le modèle de ce temps est un type disparu ; il avait la religion des artistes et de leurs ouvrages, il apportait dans ses fonctions une foi naïve en leur importance, qui le rendait véritablement collaborateur de l'artiste ; c'était le bon soldat sachant obéir et se dévouer ». Suit une liste de noms, de types, et d'œuvres pour lesquelles ils ont posé. L'éloge de Dubosc seul donne une indication des qualités requises : « sa santé était de fer, et son courage à poser vraiment inouï. Trois fois par jour il donnait des séances ; invincible à la fatigue, on pouvait tout en exiger, il raidissait dans les poses pénibles sans crier grâce ; on était quelquefois obligé de le relever ». De cette même époque, L'Atelier du peintre de Gustave Courbet montre un modèle masculin, les bras suspendus dans la pose dans l'ombre du fond de l'atelier. Les élèves payaient le modèle, « automate bien dressé (p. 129) », et n'aimaient pas Dubosc, trop intraitable sur le salaire et les horaires. « Pendant les repos des séances il remettait seulement ses souliers, et avant d'allumer sa pipe, quelquefois il ajustait devant son œil un monocle rond ; dans ce déshabillé burlesque, avec un sérieux imperturbable, il se plantait devant le travail en train. On attendait, anxieux, la remarque qu'il allait formuler (p. 132-133) ». En quatre pages sur 287, l'auteur a épuisé, à quelques détails épars près, son hommage au modèle, hommage dû au legs de Dubosc à une fondation en faveur des jeunes artistes. Selon Crauk, pendant le Second Empire les modèles italiens remplacèrent les Français, et les plus belles des femmes modèles trouvèrent un gagne-pain moins pénible en étant entretenues par les nouveaux riches.

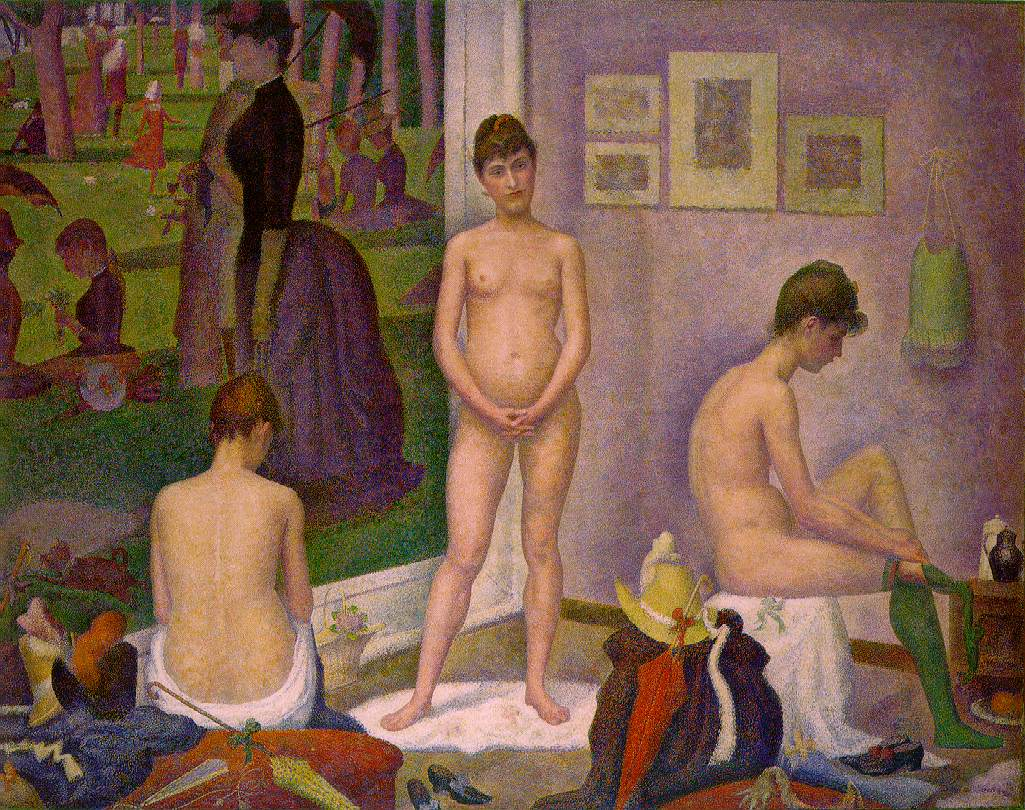
Georges Seurat, Les Poseuses (1885).

Ce n'est pas la description que donne, en 1884, Émile Blavet, un des rares auteurs à décrire la fonction de modèle. Pour lui, les femmes modèles sont, avant tout, diverses. La pose suspend ce que la nudité peut avoir de scandaleux ou d'érotique. La femme modèle peut être modeste ou se faire une haute opinion de sa contribution à l'art. L'artiste apprécie, plus que son physique, sa capacité à bien poser. Blavet connaissait suffisamment les modèles pour noter leur présence au Salon, le premier jour d'ouverture gratuite ; les modèles sont pauvres.
La profession de modèle n'est pas plus rémunératrice au XXe siècle : « J'ai eu à Nice, trois modèles, trois jeunes filles de dix-sept à dix-huit ans, très jolies. Elles étaient figurantes au théâtre et elles posaient. Elles étaient vertueuses ; elles ne couraient pas. Elles avaient quelquefois très faim, tellement faim qu'elles se couchaient sur le ventre pour calmer les douleurs qu'elles avaient à l'estomac. Elles attendaient je ne sais quoi… le miracle. Elles attendaient de faire de la danse. Quand elles sont comme ça, vous ne les tenez pas. Elles souffrent, et plus elles souffrent, plus elles se croient artistes ». Ce n'est pas le cas de toutes. Dina Vierny, modèle d'Aristide Maillol, gagnera l'affection de l'artiste et la confiance de ses héritiers.
Le point de vue de la modèle peut être un projet littéraire. « J'existe pour l'œuvre, mais une fois l'œuvre finie on m'oublie. Et je suis assez heureuse de ça », écrit une philosophe, tandis qu'une autre porte son regard sur les dessinateurs. « Observer un corps nu sous tous les angles leur est devenu très naturel. La gêne s'installe quand ils entrent en contact avec le propriétaire rhabillé de ce corps (…) dont ils connaissent chaque centimètre carré de peau. L'exposition de ma nudité installe une distance que je suis seule à pouvoir rompre ».

## Le modèle au cinéma
- La Belle Noiseuse, de Jacques Rivette (1991), avec Emmanuelle Béart comme modèle.
- La Jeune Fille à la perle, de Peter Webber (2003), avec Scarlett Johansson comme modèle.
- L'Artiste et son modèle, de Fernando Trueba (2012), avec Aida Folch comme modèle.

## Reconnaissance du modèle
En 2008, à la suite de la suppression du cornet dans les Ateliers beaux-arts de la ville de Paris, des modèles manifestent en posant nus en plein mois de décembre dans la cour de la Direction des affaires culturelles (Dac),,,. Cette initiative spectaculaire amène les modèles à dénoncer le manque de considération pour leur profession et à créer des organisations professionnelles qui demandent la valorisation et la reconnaissance du métier de modèle et sa distinction du mannequinat bien qu'elles puissent diverger sur les perspectives statutaires du métier.
Le témoignage de ces collectifs de modèles sur leur corps de métier fait état de leurs conditions de travail et de la condition particulière de la personne qui paraît nue en vue des travaux des personnes habillées qui la scrutent,.
Depuis 2008, ces revendications ont ranimé une certaine conscience de l'apport du modèle à l'enseignement et à la création. Dans les années 1920, les amateurs d'art ne méprisaient pas le témoignage des modèles. Un mouvement de modèles avait déjà réclamé une augmentation des salaires en 1926.